# Крутологово
Крутоло́гово — старинное сибирское село, образованное в 1725 году вдоль Московско-Сибирского тракта в Коченёвском районе Новосибирской области России. Административный центр Крутологовского сельсовета. Название села происходит от слов «крутой лог».

## География
Площадь села — 84 гектара.

## Население
| 2002 | 2007 | 2010 |
| ---- | ---- | ---- |
| 704  | ↗716 | ↘577 |

## Список улиц
Березовая, Лесная, Московская, Новая, Озерная, Садовая, Школьная

## Инфраструктура
В селе по данным на 2017 год функционируют 1 учреждение здравоохранения ФАП, детский сад и средняя общеобразовательная школа с 11 классами и стадионом. Так же имеется дом культуры, библиотека, почтовое отделение, государственный продуктово-хозяйственный магазин и 3 торговые точки ИП.
Каждый день курсирует рейсовый автобус до райцентра Коченево. В чётные дни недели 2 раза - утром и вечером, в нечётные также и днём.
Сотовая связь: преобладает Мегафон. Немного хуже ловит Билайн, МТС, Теле2 и Yota .

## Достопримечательности

### Памятник на братской могиле партизан
- Код памятника в едином реестре: 5400131000
- Полное название памятника: Памятник на братской могиле партизан, расстрелянных колчаковцами
- Датировка: 1919—1920 гг., обелиск 1965 г.
- Категория охраны: Р — объекты культурного наследия регионального (областного) значения
- Документ о принятии на охрану: Решение облисп. от 22.11.60 № 868
- Ссылка — Единый реестр МинКультуры